# مراد موافي
لواء أركان حرب / مراد موافي قائد عسكري وسياسي مصري، من مواليد 23 فبراير 1950. شغل عدة مناصب حساسة بالدولة كان آخرها رئيس جهاز المخابرات العامة.

## التأهيل العسكري
- تخرج في الكلية الحربية المصرية عام 1970، الدفعة 57
- أتم فرقة معلمي الصاعقة ومتسلقي الجبال مع الجيش الفرنسي
- حصل على أركان حرب في 1986
- حصل على زمالة كلية الحرب العليا بأكاديمية ناصر العسكرية العليا

## حياته المهنية
- شارك في حرب الاستنزاف
- شارك في حرب أكتوبر 1973 كملازم أول في سلاح قوات الصاعقة
- عمل كمعلم في مدرسة الصاعقة عام 1987
- التحق بسلاح المشاة كقائد كتيبة من 1987 حتى 1989
- تمت إعارته لإحدى الدول العربية في إطار تبادل الخبرات في حرب الخليج الثانية من 1989 حتى 1993
- عمل كقائد لواء من 1993 حتى 1995
- عمل قائدا لفرقة مشاة بالجيش الثاني الميداني من 1998 حتى 2000
- عمل كرئيس فرع التخطيط الإستراتيجي في هيئة عمليات القوات المسلحة
- تم تعينه رئيسا لأركان الجيش الثاني الميداني
- ثم كقائد المنطقة الغربية العسكرية من 2000 حتى 2003.[2]
- بدأ عمله كمدير إدارة المخابرات الحربية والإستطلاع من 2004 حتى 2010
- عمل محافظا لشمال سيناء من 2010 حتى 2011
- عمل مديرا للمخابرات العامة المصرية من 2011 حتى 2012

## محافظا لشمال سيناء
- عمل على إيصال المساعدات الإنسانية لغزة في تنسيق كامل مع الجهات الأمنية من فلسطين ومصر.
- أنشأ مبدأ القرى النموذجية في جميع أنحاء محافظة شمال سيناء حتى يتم النهوض بشمال سيناء كلها كمحافظة.

## رئيسا لجهاز المخابرات العامة
رشحه اللواء/ عمر سليمان للرئيس السابق محمد حسني مبارك ليكون مديرا لجهاز المخابرات العامة.
- قام بتقريب وجهات النظر بين شباب الثورة والدولة للم الشمل
- في عهده اعتذرت إسرائيل لمصر لأول مرة في التاريخ عن قتل 6 جنود مصريين أثناء تأدية واجبهم، حين كانت القوات الإسرائلية تطارد إرهابيين على الحدود المصرية الإسرائلية مما أدى إلى توتر قوي في العلاقات بين البلدين.
- أصدر أوامره بإخراج فيلم «كلمة وطن» وهو فيلم تسجيلي لشرح إنجازات جهاز المخابرات في الفترة ما بعد الثورة.
- القبض على إيلان جارايل، الجاسوس الإسرائيلي.
- بذل جهوداً كبيرة وقام بزيارات مكوكية لتقريب وجهتي النظر بين فتح وحماس، وتمكن في النهاية من إنهاء الانقسام ونجح خلال أقل من 80 يوما تلت ثورة 25 يناير في لم الشمل الفلسطيني ودفع الفرقاء بشكل نهائي إلى توقيع اتفاق المصالحة.[4]
- كما قام بزيارة إلى سوريا يلتقي خلالها المسؤولين السوريين بغرض إعادة العلاقة بين الطرفين وتوطيدها بين البلدين الشقيقتين.[5]
- لعب دوراً رئيسياً في صفقة تبادل الأسرى بين حركة حماس وإسرائيل التي تضمنت الإفراج عن 1027 أسيرا وأسيرة فلسطينية مقابل الإفراج عن الجندي الإسرائيلي جلعاد شاليط.

## إقالته
بعد اغتيال 16 مجندا مصريا في شهر رمضان ساعة الإفطار، اتهمت الرئاسة المخابرات العامة بالتقصير وعدم تحرك الأجهزة المعنية لمنع الواقعة قبل حدوثها، فصرح اللواء موافي بأن جهاز المخابرات قام بتقديم المعلومات للأجهزة المعنية وأن جهاز المخابرات جهاز جمع معلومات وليس جهازا تنفيذيا، فسبب ذلك حرجا لمؤسسة الرئاسة مما أدى إلى إقالته.

## الأوسمة والأنواط والميداليات
- وسام الجمهورية من الطبقة الثانية.
- نوط الواجب العسكري من الطبقة الثانية.
- ميدالية الخدمة الطويلة والقدوة الحسنة.
- نوط الواجب العسكري من الطبقة الأولى.
- نوط الخدمة الممتازة.
- في 2014 فاز اللواء مراد موافي بوسام التميز لأكثر الشخصيات تأثيرا في العالم من قائمة السلام الدولي وحقوق الإنسان خلال التصويت الذي دشنه المجلس الدولي لحقوق الإنسان والتحكيم والدراسات السياسية والاستراتيجية .

## مأثورات
«أضعف الإيمان أن يعيش الشعب الفلسطيني في دولة مستقلة آمنة».
«كنا نملك معلومات عن حادث رفح.. وأبلغنا السلطة المسئولة لإننا جهة معلومات فقط».